# Giuseppe Crivelli
Giuseppe Crivelli   (Zadar, 18 d'octubre de 1900 - Sondalo, 2 de juny de 1950) fou un remer i pilot de bob italià que va competir durant la dècada de 1920.
El 1924 va prendre part en els Jocs Olímpics de París, on disputà la prova del vuit amb timoner del programa de rem, en què guanyà la medalla de bronze. Quatre anys més tard va prendre part en els Jocs Olímpics d'Hivern de Sankt Moritz, on fou 21è en la prova de bobs a 5.